# Odorrana sinica
Odorrana sinica är en groddjursart som först beskrevs av Ahl 1927.  Odorrana sinica ingår i släktet Odorrana och familjen egentliga grodor. IUCN kategoriserar arten globalt som otillräckligt studerad. Inga underarter finns listade i Catalogue of Life.